# Corythalia alacris
Corythalia alacris là một loài nhện trong họ Salticidae.
Loài này thuộc chi Corythalia. Corythalia alacris được Elizabeth Maria Gifford Peckham & George William Peckham miêu tả năm 1896.